# Зел
Зел (др.-греч. Ζῆλος — «ревность», ) — в древнегреческой мифологии — божество соперничества, сын титана Палланта и богини Стикс, брат Ники. Союзник Зевса в борьбе с титанами. Является воплощением рвения и соперничества.
В честь Зела назван астероид (169) Зелия, открытый в 1876 году.